# Međunarodni inventar muzičkih izvora
Međunarodni inventar muzičkih izvora (RISM, engleski International Inventory of Musical Sources, nemački Internationales Quellenlexikon der Musik) je međunarodna neprofitna organizacija, osnovana u Parizu 1952. godine, sa ciljem da sveobuhvatno dokumentuje postojeće istorijske izvore muzike širom sveta. To je najveća organizacija te vrste i jedini entitet koji posluje na globalnom nivou za dokumentovanje pisanih muzičkih izvora. RISM je jedan od četiri bibliografska projekta pod pokroviteljstvom Međunarodnog muzikološkog društva i Međunarodne asocijacije muzičkih biblioteka, arhiva i dokumentacionih centara, a ostali su Međunarodni imenik muzičke literature (RILM, osnovan 1966.), Međunarodni imenik muzičke ikonografije ( RIdIM, osnovan 1971. godine), i Međunarodni imenik muzičke štampe (RIPM, osnovan 1980).

## Literatura
- Brook, Barry S. and Richard J. Viano. "The Thematic Catalogue in Music: Further Reflections on its Past, Present and Future." In Foundations in Music Bibliography, edited by Richard D. Green, 27–46. .
- Falletta, Martina, Renate Hüsken and Klaus Keil, eds. RISM: Wissenschaftliche und technische Herausforderung musikhistorischer Quellenforschung im internationalen Rahmen. Academic and Technical Challenges of Musicological Source Research in an International Framework. Studien und Materialien zur Musikwissenschaft 58. Hildesheim: Olms. Falletta, Martina; Hüsken, Renate; Keil, Klaus (2010). RISM: Academic and technical challenges of musicological source research in an international framework. ISBN 978-3-487-14431-3.
- Heckmann, Harald. "Das Répertoire International des Sources Musicales (RISM) in Geschichte, Gegenwart und Zukunft," in Wege und Spuren. Verbindungen zwischen Bildung, Wissenschaft, Kultur, Geschichte und Politik. Festschrift für Joachim-Felix Leonhard, ed. Kelmut Knüppel et al. (Berlin: Verlag für Berlin-Brandenburg GmbH, 2007): 597–605.
- Jaenecke, Joachim. "RISM: Eine Fundgrube für verschollen geglaubte Musikdrucke aus Deutschland" ("RISM: A Treasure Trove of German Music Prints Thought to be Gone"). In Im Dienste der Quellen zur Musik. Festschrift Getraut Haberkamp. Ed. Paul Mai, 3-11. Bischöflichen Zentralbibliothek Regensburg: Tutzing, 2002.
- Keil, Klaus. "Report 2010." Acta Musicologica LXXXIII (2011), 161–168. Also available online.
- „2010 - RISM”. Rism.info. Приступљено 2018-05-23.
- Tuppen, Sandra; Rose, Stephen; Drosopoulou, Loukia (2016). „Library Catalogue Records as a Research Resource: Introducing 'A Big Data History of Music'”. Fontes Artis Musicae. 63 (2): 67—88. JSTOR 26354479. doi:10.1353/fam.2016.0011..
- Ward, Jennifer A. (2017). „Getting back to the source, virtually: RISM as a tool in the digital environment”. Arti Musices. 2: 281—294. doi:10.21857/ygjwrcj1ry..
- Keil, Klaus; Pugin, Laurent (2018). „Das Internationale Quellenlexikon der Musik, RISM”. Bibliothek Forschung und Praxis. 42 (2): 309—318. doi:10.1515/bfp-2018-0042.

## Spoljašnje veze
- Званични веб-сајт
- RISM OPAC Catalogue
- RISM Online
- Academy of Sciences and Literature, Mainz